# Tratado do Rio de Janeiro (1825)
Tratado do Rio de Janeiro, também chamado Tratado Luso-Brasileiro e Tratado de Paz, Amizade e Aliança, foi o acordo bilateral firmado em 29 de agosto de 1825 entre o Império do Brasil e o Reino de Portugal que reconheceu a Independência do Brasil e formalmente pôs fim à Guerra da Independência.

## Mediação do Reino Unido
O tratado foi mediado pelo monarca do Reino Unido, que tinha evidente interesse na independência brasileira, e que informalmente já reconhecia a independência do Brasil antes deste tratado, mas queria conseguir da nova nação a economia do tráfico de escravos. Isso acabou retardando a elaboração e assinatura do Tratado do Rio de Janeiro, que como seu nome indica foi assinado na cidade do Rio de Janeiro.

Dentre as razões que levaram o Reino Unido a apoiarem ativamente a causa brasileira, pode-se destacar que a independência do Brasil facilitava politicamente o reconhecimento das repúblicas latino-americanas; que Portugal encontrava-se envolto em tumultos internos, e, portanto, muito fraco militar e economicamente para voltar a impor o seu domínio sobre o Brasil; como resultado das relações comerciais desenvolvidas desde 1808 o Brasil já era o terceiro maior mercado consumidor das exportações britânicas; o Brasil tinha mantido a monarquia e era, portanto, um "bom exemplo" para os outros países; que qualquer retardo no seu reconhecimento colocaria em risco a estabilidade e a unidade do novo país; que a declaração de independência do Brasil permitiu à Grã-Bretanha forçar avanços sobre a questão da abolição do comércio de escravos; e que o Brasil independente era muito mais vulnerável à pressão britânica, especialmente porque dependia financeira e militarmente do Reino Unido.

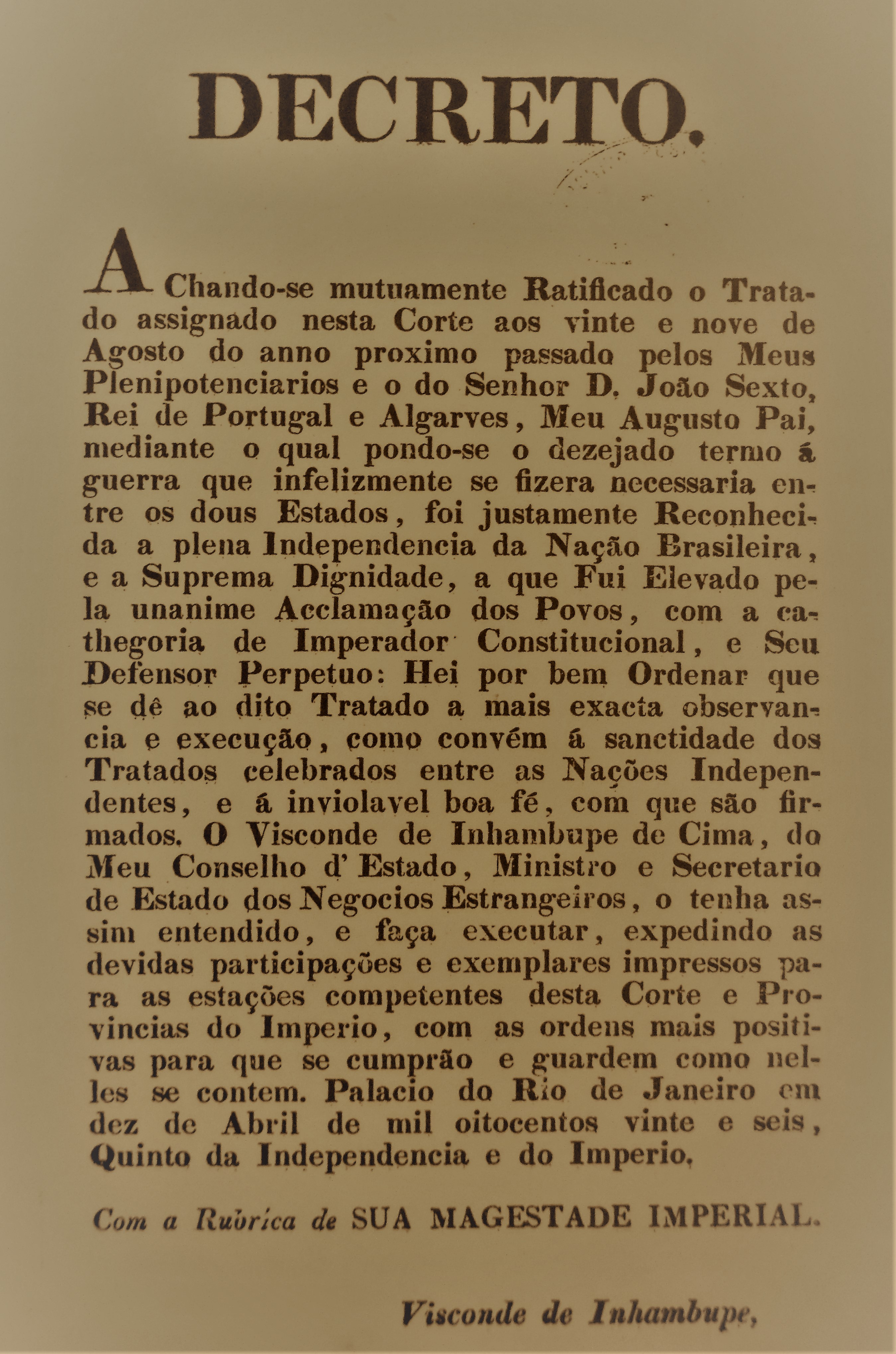
Fac-símile do decreto do governo do Brasil mandado cumprir os termos tratado.

O tratado é composto por onze artigos.

### O preço da mediação inglesa
O Governo Britânico cobrou uma indenização ao Brasil pela mediação.

## Antecedentes Históricos

### Visões Inconciliáveis
Consumada a independência do Brasil, era necessário dar-lhe suporte legal, obter o reconhecimento da independência por outras nações e firmar um diploma sobre os termos da cessação da soberania portuguesa e o reconhecimento do Brasil como nação soberana. No entanto, permanecia em Portugal a crença em restabelecer com o Brasil os antigos laços, sobretudo após a abolição do regime constitucional, a dissolução da Cortes e a assunção por D. João VI de todas as suas prerrogativas.
Neste sentido, foi enviada ao Rio de Janeiro uma carta de conciliação dirigida pelo Rei ao filho Dom Pedro I, junto com instruções de negociação para reunir de novo as duas partes da monarquia, que traduz uma má avaliação da situação por parte dos portugueses. Os pontos basilares salvaguardavam a soberania de D. João VI e rejeitavam “a independência ou separação do Brasil”, embora anunciasse que a regência do Brasil seria o mais ampla possível, sendo entregue a D. Pedro, cujo governo seria pautado por uma “carta particular” que também estabeleceria as regras para o exercício do poder legislativo. Acrescentava que não se faria distinção entre portugueses e brasileiros, que a dotação régia, as despesas da marinha e do corpo diplomático, assim como a dívida pública, seriam saldadas por ambos os reinos e que existiria apenas um único corpo diplomático. A desadequação da proposta à realidade demonstra a forma de pensar de Sousa Coutinho ao propor a emancipação do Brasil, não a sua independência. Pensavam em termos de passado, ignorando as mutações do presente imbuídas dos ideais de independência. D. Pedro recusara-se em receber a comissão, sem nem tomar conhecimento da carta. Enquanto as forças políticas dominantes em Portugal pretendiam ainda o império atlântico, os apoiadores de D. Pedro lutavam já por um império brasileiro, existindo assim dois mundos irreconciliáveis. Deste modo, nada podia impedir que o Brasil prosseguisse nos fins que traçara e proclamara. "Um grande povo depois de figurar na lista das nações independentes, jamais retroga da sua representação política” – declarara ao Conde de Rio Maior o Ministro dos Negócios Estrangeiros brasileiro José Joaquim Carneiro de Campos.

### Participação Inglesa

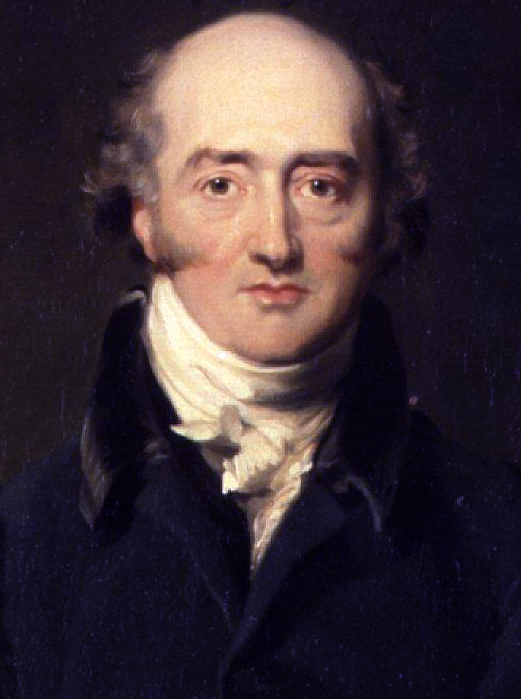
George Canning, óleo sobre tela de Richard Evans (c. 1825). Canning era o Secretário dos Negócios Estrangeiros do Reino Unido, responsável pela mediação britânica no Tratado.

Eliminada a proposta de uma regência, outra solução surgiu no palco das negociações, ditada por um lado pela pressão de Inglaterra que pretendia resolver a questão para proteger o seu comércio e por outro pelas consequências dos episódios de 30 de Abril de 1824. Os ingleses então chamam a si a função de mediadores do processo, tomando a sua direção através de George Canning, então Ministro dos Negócios Estrangeiros. Por sua sugestão, as negociações deviam realizar-se em território neutro e contar com um número alargado de plenipotenciários. A escolha do local recaiu em Londres e ai se reuniram os representantes de Portugal, do Brasil, da Inglaterra e da Áustria. Por seu lado D. João VI, perante a expulsão de D. Miguel, procurou salvaguardar a escolha de D. Pedro como sucessor do trono. Negociações que se anteviam difíceis já que, por indicação do marquês de Palmela, o conde de Vila Real (ministro português na corte de Londres) fora incumbido de defender a reunião das coroas portuguesas e brasileira numa só pessoa embora admitindo a separação administrativa, enquanto George Canning e os brasileiros pugnavam pela independência. Na mesa estavam portanto, presentes, duas propostas que acabaram por não serem debatidas nas cinco sessões que então se realizaram entre julho e novembro de 1824. Tendo o ministro português apresentado como pontos prévios a qualquer debate a cessação das hostilidades, o restabelecimento do comércio e a restituição das propriedades e dos barcos portugueses apresados, não conseguiu que fossem aceitos pelos brasileiros; do mesmo modo estes últimos não viram a exigência do reconhecimento da independência do Brasil ser aceito. Dada a incapacidade dos negociadores em superar estas exigências, as conferências foram suspensas sem qualquer resultado positivo, apesar de Canning ter apresentado um Projeto de Tratado e o conde de Vila Real um Esboço de um tratado de reconciliação entre Portugal e o Brasil.
O primeiro consagrava a independência brasileira e estabelecia os princípios de sucessão das coroas de Portugal e do Brasil na casa de Bragança, partindo do principio que o rei de Portugal cedia ao filho todos os seus direitos sobre o Brasil e que o imperador do Brasil renunciava à sucessão à coroa de Portugal. Indo mais além, Canning determinava que o sucessor de D. João VI seria o filho ou a filha mais velha do imperador do Brasil e previa a reciprocidade da restituição ou indenização dos bens confiscados, a obrigação do Brasil respeitar todo o território pertencente à coroa de Portugal e este de evacuar todo o território que eventualmente ocupasse no Brasil, e incitava à celebração de um tratado de comércio entre os dois países. O segundo unia sob a soberania de D. João VI as duas partes da monarquia portuguesa, embora reconhecendo a cada uma administração independente, com a sucessão das duas coroas sendo regulada pelas leis fundamentais da monarquia portuguesa. Tal proposta se aproximava da que os brasileiros haviam apresentado nas Cortes em 17 de Junho de 1822, então recusada pelos portugueses e agora também pelos brasileiros por a considerarem “incompatível com o vantajoso estado a que a causa da independência tinha já chegado”. Esta proposta articulava-se com uma série de outras na linha das já enunciadas na carta que D. João VI escrevera ao filho e em que a iniciativa de um tratado de comércio marcava também a sua presença. 

### Conferências de Lisboa

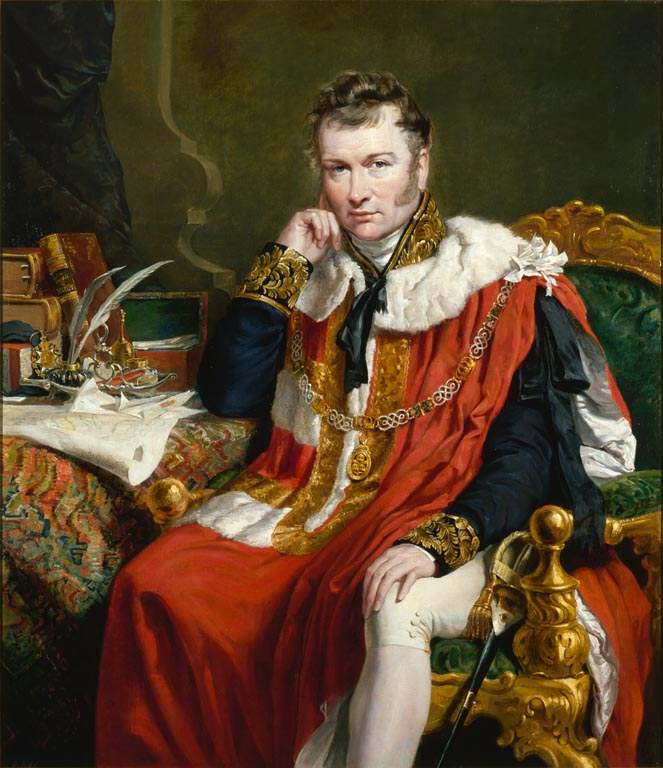
Charles Stuart, 1º barão Stuart de Rothesay, óleo sobre tela de George Hayter (1830). Stuart, diplomata plenipotenciário de João VI, estava responsável por conciliar os interesses portugueses e brasileiros no Tratado.

Perante esta situação, Canning resolveu intervir novamente no sentido de garantir o tão desejado tratado de comércio, e, ao mesmo tempo, solucionar a questão das relações luso-brasileiras. Nomeou para isso um embaixador, Sir Charles Stuart, com essa dupla missão. Este, na sua viagem para o Brasil, desembarcaria em Portugal e exporia ao governo português a impossibilidade da reunião das duas coroas e o risco que representava à conservação da Monarquia de Bragança nas duas partes do território. A estadia do embaixador Inglês em Lisboa obteve êxito que levou ao afastamento do ministério Palmela-Subserra, quer porque as circunstâncias ou os conselhos de Canning teriam levado D. João VI a rever o modo de encarar as relações com o Brasil, quer porque o ministro nomeado como interlocutor, o conde de Porto Santo, tivesse a opinião de que a união das duas coroas se tornara impraticável, quer porque ceder significaria tornar possível delinear uma outra solução. Quaisquer que fossem as razões, o certo é que em nove “conferências” foi possível encontrar o caminho da pacificação e estabelecer as bases do futuro tratado, apresentadas na primeira conferência realizada em Lisboa a 5 de Abril de 1825.

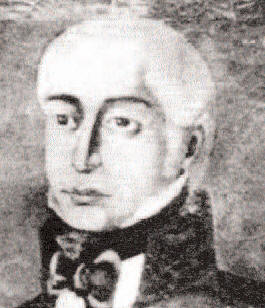
António de Saldanha da Gama, Conde de Porto Santo, aqui em gravura de autor desconhecido (s. d.). era Ministro dos Negócios Estrangeiros de Portugal, e foi responsável por representar os interesses do Reino nas nove conferências realizadas em Lisboa.

Tomando-se como ponto de partida a independência do Brasil, tratou-se do modo do seu reconhecimento, qual o nome do novo estado – se império, se reino –, da sucessão de D. Pedro à coroa de Portugal como legitimo herdeiro de D. João VI, da eventual partilha do exercício da soberania do Brasil entre os dois monarcas, ou seja, reconhecida a independência debatiam-se agora os termos da sua concretização nas em nove conferências. Stuart propôs que se formulasse um pacto de família que enunciasse os pontos fundamentais: a sucessão, uma aliança defensiva, socorros mútuos de navios e de homens, indenização das perdas individuais e negociação de um tratado de comércio. Para D. João VI, a condição de D. Pedro como imperador era ilegítima, porque o poder fora adquirido revolucionariamente, sendo que somente o legítimo detentor da soberania podia legitimamente sub-rogar tal poder. A delicadeza deste assunto levou à elaboração não de uma, mas de três cartas de modo a viabilizar a negociação. Já que o que estava em causa era a escolha do titular da soberania e a forma do seu exercício, cada uma apresentava uma proposta diferente, embora em todas D. João VI guardava para si a titularidade da soberania. Na primeira, tomava o título de imperador do Brasil e rei de Portugal e dos Algarves; na segunda o de imperador de Portugal, Brasil e Algarves; na terceira a de Rei do Reino Unido de Portugal, do Brasil e Algarves, cedendo em todas a D. Pedro o pleno exercício da soberania para governar o Brasil. As três cartas foram assinadas por D. João VI com a data de 13 de Maio de 1825, sendo apresentadas aos plenipotenciários brasileiros, os quais escolheram a terceira e propuseram algumas alterações consensualmente aceitas, tomando-a como ponto de partida para os debates. Este diploma representou um passo importante no processo de independência brasileira e tornou-se de certo modo exemplar entre as monarquias europeias. Nela, D. João VI, manifestava a sua intenção de “por termo aos males e dissensões que têm ocorrido no Brasil”, que tantos danos tinham trazido aos portugueses e aos brasileiros, de “restabelecer a paz, amizade e boa harmonia, entre povos irmãos” e, além disso, “de procurar a prosperidade geral e segurar a existência política aos destinos futuros dos reinos de Portugal e Algarves, assim como os do Brasil”. Para isso, reservava para si e seus sucessores “o título e dignidade de imperador do Brasil e rei de Portugal e dos Algarves”, separava a administração interna e externa dos reinos de Portugal da do império do Brasil e entregava a D. Pedro “de livre vontade” o pleno exercício da soberania do império do Brasil. Confiava também ao príncipe o governo das ordens militares de Cristo, Avis e Santiago no Brasil e igualava em todo o território os nativos do Brasil e de Portugal. 
Retomando alguns dos enunciados já apresentados na capital britânica, reuniu-se o consenso sobre vários pontos, tais como a cessação imediata das hostilidades, a restituição das presas, o levantamento dos sequestros em todas as propriedades portuguesas e a liquidação das respectivas rendas, a indicação da soma que o Brasil devia pagar da sua quota parte na dívida publica, a responsabilização pelas indenizações que o governo português pagara aos donatários das capitanias do Brasil e a fixação dos princípios que deviam regular o comércio entre os dois países.

### Chegada ao acordo
Reconhecida a Charles Stuart pelo governo inglês a qualidade de plenipotenciário ao serviço do governo português e encerradas as conferências em Lisboa, nada mais o retinha ali. Munido dos documentos, partiu para o Rio de Janeiro a 24 de Maio de 1825, chegando ao destino a 16 de Julho. Reuniu pela primeira vez com os plenipotenciários de D. Pedro, o ministro Luís José de Carvalho e Melo e os conselheiros de Estado Francisco Vilela Barbosa e o barão de Santo Amaro, dando início efetivo às conversações pela análise das questões preliminares apresentadas por Portugal, que prosseguiram com algumas dificuldades, sobretudo com relação aos termos da independência, os títulos a serem reconhecidos a D. João VI e a D. Pedro, e os princípios para a sucessão nos dois reinos. Charles Stuart confiou então aos negociadores brasileiros as três cartas assinadas pelo Rei de Portugal para que a partir delas pudessem introduzir e propor alterações. Concordou-se que os primeiros artigos do tratado fossem formulados a partir dos termos da carta, ultrapassando a distinção entre a soberania de D. João VI sobre todo o império luso-brasileiro e o exercício de soberania que cabia a D. Pedro como imperador do Brasil, ou seja,  reconhecia-se a legitimidade no poder que exercera por vontade do povo, como consagrava plenamente o Brasil como império independente. D. Pedro tornava-se, deste modo, imperador por vontade de Deus e dos povos.  Após o acerto deste tema fundamental, outros foram levantados. A situação de instabilidade criada pelo regresso da Família Real, pelas dissensões políticas e pela agitação social haviam ocasionado sequestros e confiscações de bens, aprisionamento de embarcações e cargas, lesando os respectivos proprietários. Face às enumeras reclamações dirigidas a ambos os governos estes se obrigavam a repor a posse anterior. Resolveu-se, assim, pelo já mencionado aditamento ao Tratado atribuir a Portugal uma soma de dois milhões de libras esterlinas, extinguindo-se a partir de então todas as reclamações e direitos a indenizações. 

Plenipotenciários do Brasil na assinatura do Tratado.
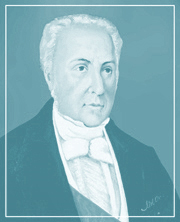
Francisco Vilela Barbosa, conselheiro de Estado.
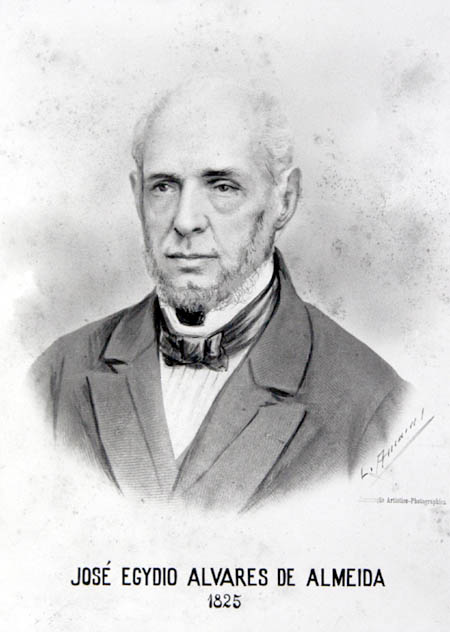
José Egídio Álvares de Almeida (Marquês de Santo Amaro), conselheiro de Estado.
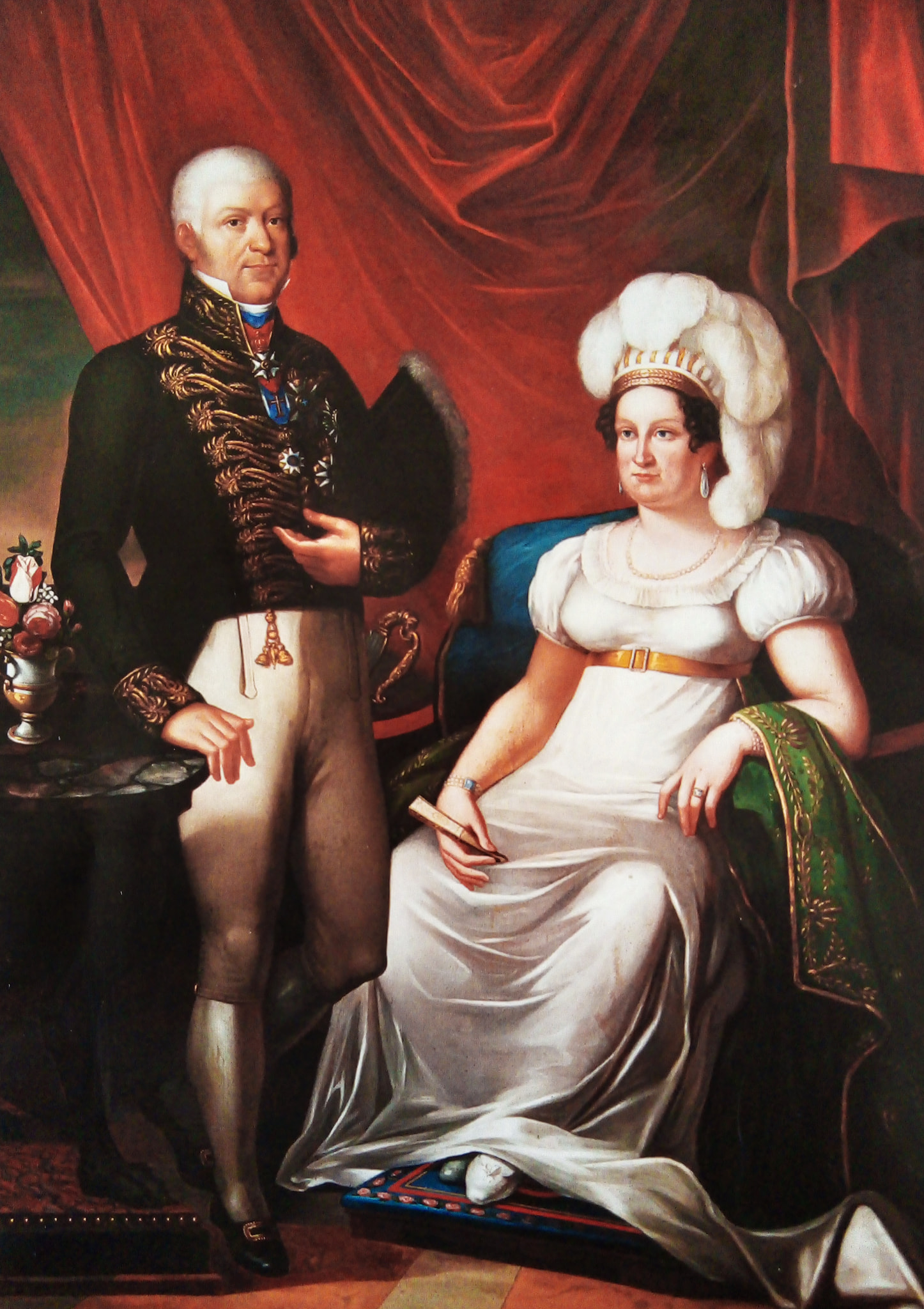
Luís José de Carvalho e Melo, Ministro das Relações Exteriores.
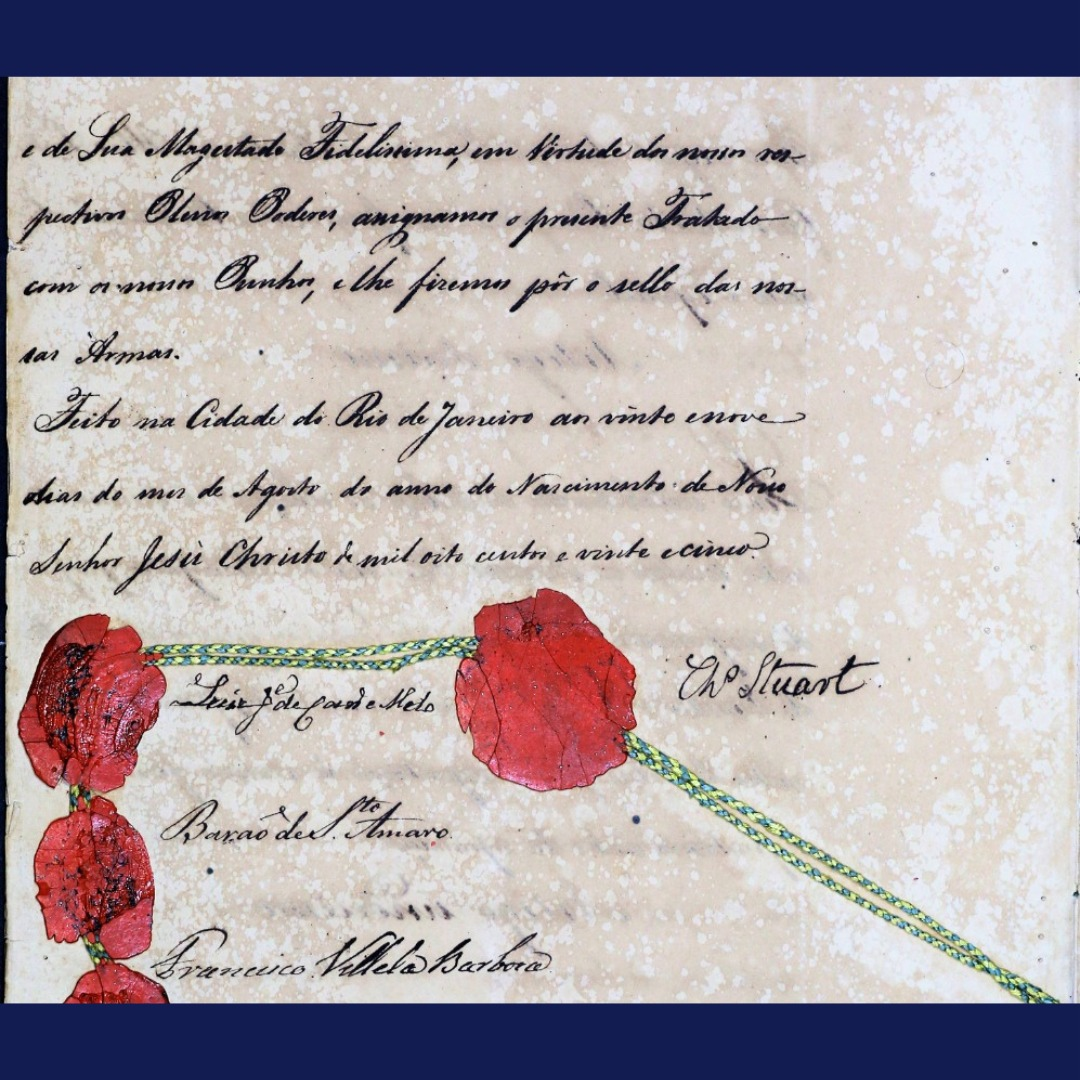
Página das assinaturas do plenipotenciários, (Acervo do Palácio Itamaraty, Rio de Janeiro).

### As indenizações
Os 2 milhões de libras destinou-se aos processos indenizatórios, o  artigo nono do tratado se refere à indenizações de embarcações que foram apreendias ou confiscadas no processo de independência: "Todas as reclamações públicas de Governo a Governo serão reciprocamente recebidas e decididas, ou com a restituição dos objetos reclamados, ou com uma indenização do seu justo valor" (Artigo IV do tratado).
O governo português também foi indenizado para o Brasil ficar com o acervo da Biblioteca Nacional que havia vindo em 1808.
| “ | Primeiro lugar estavam os navios, toda, tudo que pertencia a Portugal e havia ficado no Brasil. O segundo item dessa conta é a real biblioteca. Ou seja, o Brasil pagou muito para ficar com a biblioteca, mas é possível dizer que era o país independente nas Américas que possuía o maior acervo de livros de todo o continente, diz a historiadora Lilia Schwarcz | ” |